# ارناب موندال
ارناب موندال (25 سبتمبر 1989 بكلكتا في الهند - ) هو لاعب كرة قدم هندي في مركز الدفاع. شارك مع منتخب الهند تحت 23 سنة لكرة القدم ومنتخب الهند لكرة القدم. أما مع النوادي، فقد لعب مع نادي إيست بنغال وUnited SC ‏ وأتلتيكو كلكتا.

## روابط خارجية
- ارناب موندال على موقع قاعدة بيانات كرة القدم.إي يو (الإنجليزية)
- ارناب موندال على موقع ناشيونال فوتبول تيمز (الإنجليزية)
- ارناب موندال على موقع Soccerway.com (الإنجليزية)